# Hermann Büsing (Archäologe)
Hermann Heinrich Büsing (* 3. Juni 1940 in Marburg; † 22. September 2021) war ein deutscher Klassischer Archäologe.

## Leben
Hermann Büsing studierte Klassische Archäologie, Latein und Griechisch an der Universität Marburg. Er wurde 1967 mit der Arbeit Die griechische Halbsäule an der Universität Marburg bei Heinrich Drerup promoviert. 1968/69 erhielt er das Reisestipendium des Deutschen Archäologischen Instituts. Anschließend war er Assistent an der Universität Mainz. Zum Sommersemester 1977 wechselte er an die Universität Bochum, wo er 1977 habilitiert wurde. Von 1977 bis zu seiner Pensionierung 2005 war er C2-Professor für Klassische Archäologie an der Universität Bochum.
Büsing forschte unter anderem zur griechischen, makedonischen, kleinasiatischen und römischen Architektur. In diesem Zusammenhang befasste er sich auch mit metrologischen Fragen. Er war korrespondierendes Mitglied des Deutschen Archäologischen Instituts und war mit der Archäologin Andrea Büsing-Kolbe verheiratet. Mit ihr leitete er 1992 bis 2000 in Norditalien zwischen Ficarolo und Gaiba die Ausgrabung einer römischen Straßenstation (Mansio). Zu seinen akademischen Schülern gehören Ulrich-Walter Gans und Regina Peters-Abbey.

## Schriften (Auswahl)
- Die griechische Halbsäule. Steiner, Wiesbaden 1970 (Dissertation).
- Römische Militärarchitektur in Mainz (= Römisch-Germanische Forschungen Bd. 40). Zabern, Mainz 1982, ISBN 3-8053-0513-3 (Habilitationsschrift).
- Das Athener Schatzhaus in Delphi. Neue Untersuchungen zur Architektur und Bemalung (= Marburger Winckelmann-Programm 1982). Marburg 1994, ISBN 3-8185-0161-0.
- mit Andrea Büsing-Kolbe: Stadt und Land in Oberitalien. Zabern, Mainz 2002, ISBN 978-3-8053-2847-0.

## Einzelbelege
1. ↑  Traueranzeige, in: Westdeutsche Allgemeine Zeitung vom 9. Oktober 2021.
2. ↑  Hermann Büsing: Metrologische Beiträge. In: Jahrbuch des Deutschen Archäologischen Instituts 97, 1982, S. 1–45.
3. ↑  Hermann Büsing, Andrea Büsing: Ein antikes Hotel in Oberitalien. Die Poststation von Ficarolo. In: Antike Welt 31, 2000, S. 281–288; Bochumer Archäologen graben antikes Nobelhotel aus.

| Personendaten    | Personendaten                    |
| ---------------- | -------------------------------- |
| NAME             | Büsing, Hermann                  |
| ALTERNATIVNAMEN  | Büsing, Hermann Heinrich         |
| KURZBESCHREIBUNG | deutscher Klassischer Archäologe |
| GEBURTSDATUM     | 3. Juni 1940                     |
| GEBURTSORT       | Marburg                          |
| STERBEDATUM      | 22. September 2021               |